# 維索茨基 (摩天大樓)
维索茨基（俄语：Высоцкий）是俄羅斯叶卡捷琳堡的一座摩天大楼。它是俄罗斯除莫斯科之外的第三高的建筑。

## 历史

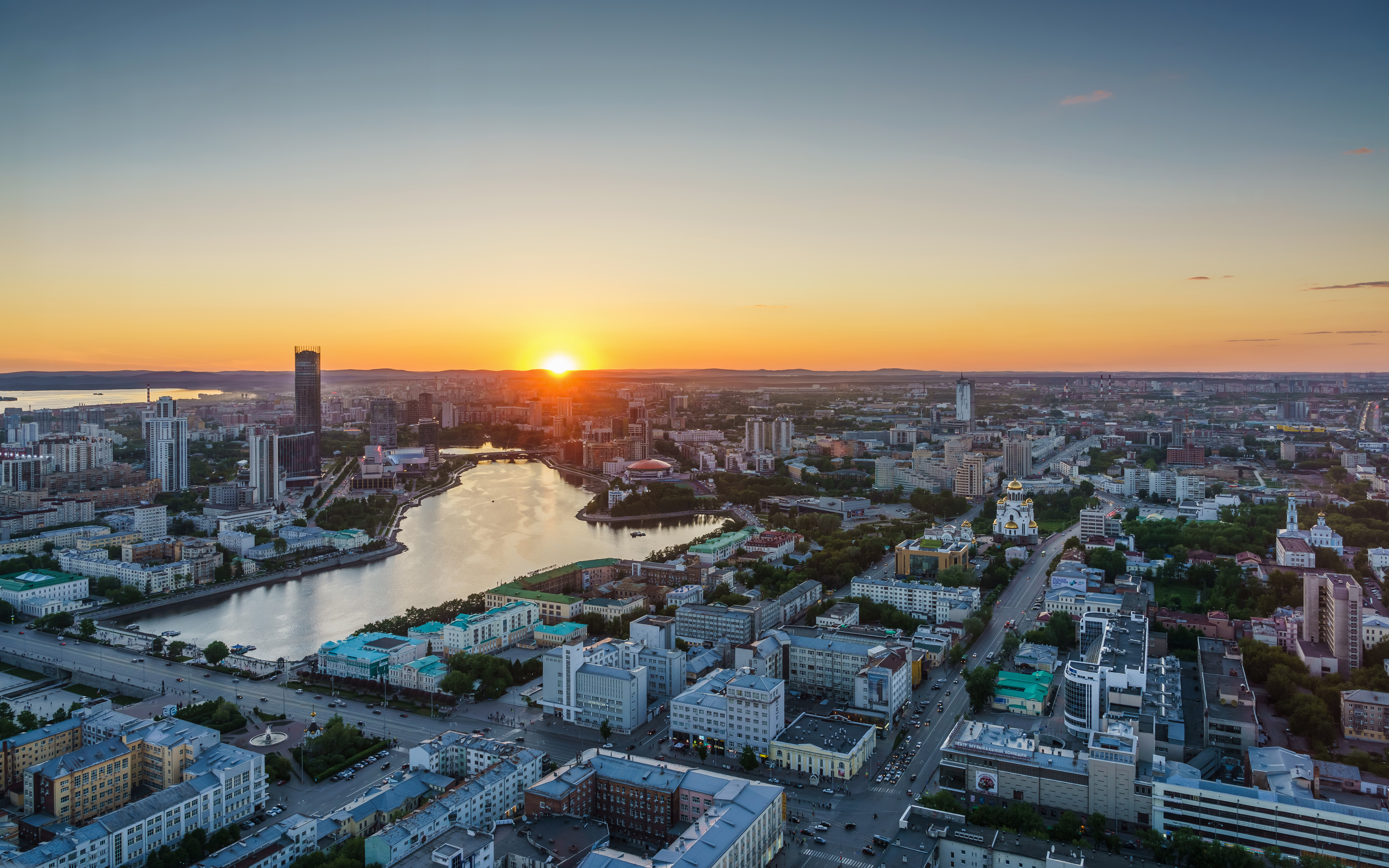
从維索茨基摩天大樓眺望叶卡捷琳堡

維索茨基摩天大楼建于2011年。它有54层，总高度為188.3米（618英尺）。维索茨基是乌拉尔-西伯利亚和中亚地区高度最高的商業綜合體。建築中位于52层、高度為186米（610英尺）處有一個开放式观光平台。
維索茨基摩天大樓的名字來自於苏联诗人、音乐家和演员弗拉基米尔·维索茨基。建筑后面是弗拉基米尔·维索茨基和他的第三任妻子法国女演员玛丽娜·弗拉迪的青铜雕塑。